# Lor (Käse)

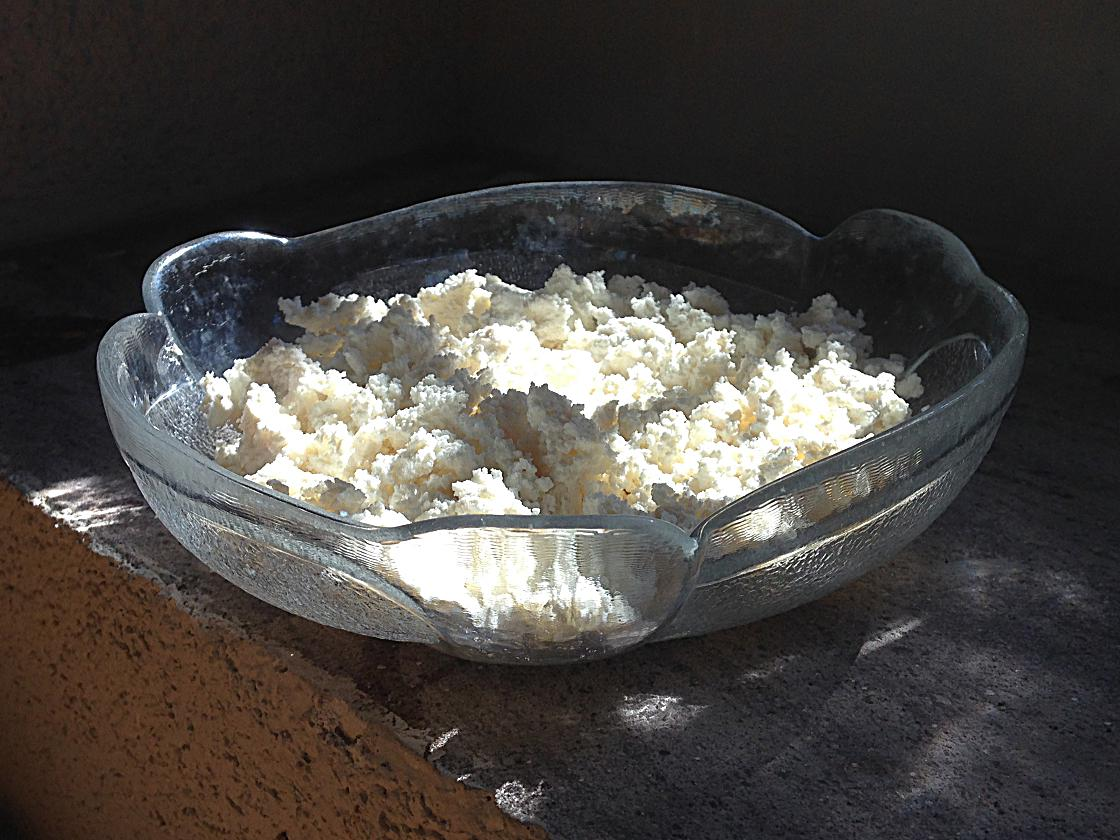
Lor

Lor (kurdisch lorik) ist ein bröckeliger, fettarmer, proteinreicher Molkenkäse. Er wird in ländlichen Gegenden Aserbaidschans und in verschiedenen Teilen der Türkei (v. a. an der Ägäisküste) aus Milch von Kühen, Büffeln und Schafen hergestellt.
Lor wird aus der Molke hergestellt, die bei der Produktion anderer Käsesorten wie Kaşar- und Mihaliç-Käse oder Peche anfällt. Die Molke wird für etwa 30 min auf 100 °C erhitzt, was in Verbindung mit dem niedrigen pH-Wert die enthaltenen Proteine denaturieren und ausfallen lässt. Die entstehenden feinen Krümel steigen an die Oberfläche auf, werden abgeschöpft und zum Abtropfen in einen Stoffbeutel gegeben.
Durch einen kleinen Rest an verbliebenem Milchzucker schmeckt Lor wie leicht süßer Rahm. Er hat keinen ausgeprägten Duft, eine weiche Konsistenz und ist von cremeweißer Farbe. Frischer Lor ist sehr schnell verderblich.
Lor ist salzarm und wird, mit Walnüssen, Tomatenmark und Gewürzen vermengt, als Brotaufstrich gegessen. Er wird auch zur Füllung von Sigara böreği sowie in Börek und Gözleme verwendet.